# Дуруйтоаря
Дуруйтоаря (рум. Duruitoarea) — село в Ришканському районі Молдови. Входить до складу комуни, адміністративним центром якої є місто Костешти.